# NGC 6713
NGC 6713 је лентикуларна галаксија у сазвежђу Лира која се налази на NGC листи објеката дубоког неба.
Деклинација објекта је + 33° 57' 37" а ректасцензија 18h 50m 44,2s. Привидна величина (магнитуда) објекта NGC 6713 износи 13,4 а фотографска магнитуда 14,4. NGC 6713 је још познат и под ознакама UGC 11365, CGCG 201-38, KAZ 497, IRAS 18489+3353, PGC 62487.